# William Joseph Simmons
William Joseph Simmons (6 mei 1880 - 18 mei 1945) was de stichter van de tweede Ku Klux Klan in 1915.

## Biografie
Simmons werd geboren in Harpersville, Alabama als zoon van de psychiater Calvind Henry Simmons en Lavonia David. Hij vocht mee in de Spaans-Amerikaanse Oorlog.

## Publicaties
- The Ku Klux Klan (1917)
- ABC of the Invisible Empire, Knights of the Ku Klux Klan (1920)
- The Klan Unmasked Atlanta, Ga., Wm. E. Thompson Pub. Co. 1923
- America's menace; Or, The Enemy Within (An Epitome) (1926)
- The Ku Klux Klan: Yesterday, Today and Forever (jaren 1930)

- Bibliothèque nationale de France: cb17009833g (data)
- International Standard Name Identifier: 0000 0000 6385 3976
- Library of Congress Control Number: n89612417
- SNAC: w6qv5vkt
- Trove: 1207301
- Virtual International Authority File: 18824734
- WorldCat: E39PBJh4yj9PpfXdHdQ99rFMyd